# 577 до н. е.

## Народились
- Імператор Анней, 3-й імператор Японії, синтоїстське божество, легендарний монарх.[1]